# Mesocacia duplicaria
Mesocacia duplicaria là một loài bọ cánh cứng trong họ Cerambycidae.